# The Famous Jett Jackson
The Famous Jett Jackson es una Serie Original de Disney Channel, un proyecto canadiense y estadounidense apuntado a un público de entre 12 y 16 años, sobre un muchacho llamado Jett Jackson (Lee Thompson Young) quien interpreta a un agente secreto adolescente en un show televisivo ficticio llamado Silverstone.

## Premisa
Jett Jackson ya vivía con su madre la actriz en Los Ángeles, pero perdió su casa y sus amigos. Anhelando una vida relativamente normal, Jett tiene éxito en conseguir la producción de Silverstone se trasladó a la ficticia Wilsted, Carolina del Norte, lo que genera empleo a los pobladores y le permite a Jett la oportunidad de vivir con su padre, Sheriff Woodrick "Wood" Jackson, y su bisabuela, Miz Coretta (a quien Jett llama Nana). Manteniéndose en contacto con su madre Jules por enlace de vídeo chat (aunque en la tercera temporada también se trasladó a Wilsted), Jett ahora pasa parte de su tiempo con su familia, amigos y la escuela, y el resto a vivir la vida trabajando como actor y celebridad. De este modo, Jett a menudo termina en situaciones difíciles, por lo general con la complicidad de su amigo de infancia, JB, su no del todo novia Kayla, ya veces por Cubby, loco de Silverstone, asistente de efectos especiales. En la segunda mitad de la serie, nueva coestrella de Jett, Riley Grant, se añade a la mezcla.
El espectáculo dentro del espectáculo, Silverstone, se trata de un espía que trabaja para la Misión Omega Matrix (la sigla de ser un juego de palabras con la palabra "Mom") con el fin de salvar al mundo de villanos como el Dr. Hypnoto y la Rata. En contraste con Jett, Silverstone no tiene familia, sólo su mentor, Artemus, y, finalmente, su compañero "Hawk" (de apellido Hawkins) ("interpretado" por Riley Grant). A partir de la segunda temporada, las secuencias de acción y subtramas de Silverstone se produjo un aumento mayor.

## Elenco

### Principal
- Lee Thompson Young como Jett Jackson/Silverstone.
- Ryan Sommers Baum como J.B. Halliburton
- Kerry Duff como Kayla West.
- Gordon Greene como Woodrick Jackson.
- Montrose Hagins como Miz Coretta.
- Melanie Nicholls-King como Jules Jackson.

### Recurrente
- Jeffrey Douglas como Cubby.
- Lindy Booth como Riley Grant/Hawk.
- Nigel Shawn Williams como Nigel Essex/Artemus.

## Historia y series relacionadas
El creador del programa Fracaswell Hyman informa que ideó el personaje antes de elegir a Lee Thompson Young para el papel. Al igual que Jett, el joven fue criado en un hogar monoparental en el sur, y se decidió en la carrera de actuación a una edad temprana. El joven se dedicó a escribir uno de los episodios producidos para la serie.
La serie incluye dos artistas invitados jóvenes como Hayden Christensen, Britney Spears y Destiny's Child, y la estrella veterano como Eartha Kitt, el último de los cuales interpretó el nuevo entrenador del equipo de ligas menores de béisbol de Wilsted en un episodio.
El realismo de la vida familiar en casa de Jett, a veces, dio paso a la fantasía o elementos paranormales, tales como un episodio en el que Jett se entera de un incidente vergonzoso en la historia Wilsted con un poco de insistencia del fantasma de una figura clave en el escándalo enterrado. Otros episodios tratan temas de una manera más realista y contemporáneo, como cuando el padre de la familia de JB tienda de propiedad se ve amenazada por la llegada de la alta potencia, "caja grande" de la competencia, y otra en la que el profesor de Inglés de Jett, el Dr. Dupree, entra en conflicto con los intentos locales de censura de una asignación de la clase de lectura. Otros episodios se trataron temas tales como la bulimia y la cuestión de si el adolescente, con su vida familiar relativamente protegida y mimada, puede realmente entender o hacer frente a los problemas de otros afroamericanos.
A pesar de que fue bien recibido y considerado como un éxito, la serie terminó el 22 de junio de 2001, supuestamente debido a la política no declarada de Disney de hacer sólo 65 episodios por serie. Fue seguido por una película Disney Channel en el que Jett se encuentra atrapado en el mundo de Silverstone, y viceversa. En esa película se toma en el papel de Silverstone, de verdad y es capaz de salir del paso, mientras que Silverstone hace lo mismo en el mundo de Jett, hasta que Miz Coreta descubre la verdad y él vuelve a casa y envía Jett de regreso. La película termina con Jett regresando al mundo de Silverstone, y ayudarlo a completar su misión por rescatar a Silverstone de Kragg y luego derrotar a Kragg junto a su alter ego héroe. La serie estaba en las repeticiones en Disney Channel durante el año 2002 a las 12:30 a. m. Este/Pacífico.

## Película
Jett Jackson: The Movie se estrenó en Disney Channel en 2001.

## Sindicación
Después de ser retirado de la programación de Disney Channel en junio de 2004, el show salió al aire en breve en ABC Family como parte del bloque de programación de Jetix. El espectáculo fue visto brevemente de nuevo en Disney XD en el año 2009. En Latinoamérica la serie se emitió en Discovery Kids entre 1999 y 2001.

## Reacción de la crítica
La respuesta al show fue en general positivo. Laura Fries de Variety, el periódico de Hollywood, señala en su revisión de Jett Jackson: The Movie que "el joven sirve como un modelo a seguir atractivo, al igual que Buffy, Sarah Michelle Gellar, la cazavampiros - alguien que pueda cumplir con el público joven, el ansia de acción sin violencia gratuita. Hay una sensación de poder asociada con este tipo de papeles, y se maneja correctamente, funcionan como una alegoría excelente para los confusos años de la adolescencia". A pesar de que menciona a "los dispositivos de trama artificial", también se refiere a la serie como "inteligente" y "un concepto muy entretenido".

### Premios y nominaciones
La serie The Famous Jett Jackson y su joven elenco fueron nominados a los Young Artist Awards, presentado por la Fundación Jóvenes Artistas sin fines de lucro, en varias categorías en el curso de funcionamiento de la demostración:
| Premios | Premios   | Premios                | Premios                                                          | Premios                              |
| Año     | Resultado | Premios                | Categoría                                                        | Recibidor                            |
| ------- | --------- | ---------------------- | ---------------------------------------------------------------- | ------------------------------------ |
| 1999    | Nominado  | Young Artist Award     | Best Performance in a TV Comedy Series, Leading Young Actor      | Lee Thompson Young                   |
| 1999    | Nominado  | Young Artist Award     | Best Performance in a TV Comedy Series, Supporting Young Actor   | Ryan Sommers Baum                    |
| 1999    | Ganador   | Young Artist Award     | Best Performance in a TV Comedy Series, Supporting Young Actress | Kerry Duff                           |
| 1999    | Nominado  | Young Artist Award     | Best Family TV Comedy Series                                     | The Famous Jett Jackson              |
| 2000    | Nominado  | Young Artist Award     | Best Performance in a TV Drama Series, Leading Young Actor       | Lee Thompson Young                   |
| 2000    | Nominado  | Young Artist Award     | Best Performance in a TV Drama Series, Supporting Young Actor    | Ryan Sommers Baum                    |
| 2000    | Nominado  | Young Artist Award     | Best Performance in a TV Drama Series, Supporting Young Actress  | Kerry Duff                           |
| 2001    | Nominado  | Young Artist Award     | Best Performance in a TV Movie                                   | Kerry Duff (Jett Jackson: The Movie) |
| 2001    | Ganador   | Parents' Choice Awards | Silver Honor                                                     | The Famous Jett Jackson              |